# Entandrophragma excelsum
Entandrophragma excelsum är en tvåhjärtbladig växtart som först beskrevs av Dawe & Sprague, och fick sitt nu gällande namn av Thomas Archibald Sprague. Entandrophragma excelsum ingår i släktet Entandrophragma och familjen Meliaceae. Inga underarter finns listade i Catalogue of Life.